# De Zijlboot (schip, 1955)
De Zijlboot is het pontje dat op de Zijl fietsers bij Leiden vice-versa overzet. Van de Zijldijk naar de Broek- en Simontjespolder en terug. 

## Geschiedenis
De pont heeft voor de gemeente Utrecht nog dienst gedaan in een veerdienst op het Amsterdam-Rijnkanaal.
In een samenwerkingsverband tussen de provincie Zuid-Holland, de gemeente Voorschoten en Vlietland B.V. heeft het over de Vliet ruim 100.000 personen overgezet tussen Voorschoten en Vlietland, op de plaats waar later een beweegbare fiets-voetbrug is gebouwd.
Sinds 1993 vaart het veer op de Zijl onder de huidige naam. Weer in een samenwerkingsverband, nu van Teijlingen, de gemeente Leiderdorp en Warmond.
Gemiddeld zet de Zijlboot zo’n 20.000 voetgangers en fietsers per jaar over. Dat werden er in topjaren wel 35.000. De pont is gewoonlijk van april tot en met oktober in de vaart. 